# On the 6
On the 6 je debutové album americké zpěvačky Jennifer López, které vydala 1. června 1999. Nejlepší umístění v USA bylo osmé místo. Celkem v TOP 20 strávila jedenáct týdnů. Album obsahuje i mnoho známých singlů včetně debutového If You Had My Love.

## Seznam Písní
1. "If You Had My Love" – 4:25 Videoklip
2. "Should've Never" – 6:14
3. "Too Late" – 4:27
4. "Feelin' So Good" – 5:27 Videoklip
5. "Let's Get Loud" – 3:59 Videoklip
6. "Could This Be Love" – 4:26
7. "No Me Ames" (feat. Marc Anthony) – 4:38 Videoklip
8. "Waiting for Tonight" – 4:06 Videoklip
9. "Open off My Love" – 4:35
10. "Promise Me You'll Try" – 3:52
11. "It's Not That Serious" – 4:17
12. "Talk about Us" – 4:35
13. "Una Noche Más" – 4:05

## Umístění ve světě
| Hitparáda      | Umístění |
| -------------- | -------- |
| USA            | 8        |
| Austrálie      | 11       |
| Rakousko       | 7        |
| Belgie         | 26       |
| Kanada         | 5        |
| Finsko         | 15       |
| Francie        | 15       |
| Německo        | 3        |
| Maďarsko       | 14       |
| Izrael         | 2        |
| Itálie         | 6        |
| Mexiko         | 1        |
| Nový Zéland    | 18       |
| Norsko         | 14       |
| Švédsko        | 20       |
| Švýcarsko      | 3        |
| Velká Británie | 6        |

| Prodejnost | Počet     |
| ---------- | --------- |
| Celkem     | 8,000,000 |